# Palea steindachneri
Palea steindachneri is een schildpad uit de familie weekschildpadden (Trionychidae). Het is de enige soort uit het geslacht Palea. De soort is verwant met soorten uit andere geslachten zoals de Maleise weekschildpad (Dogania subplana) en de Chinese drieklauw (Pelodiscus sinensis), die eveneens de enige soort uit hun geslacht zijn. De soort werd voor het eerst wetenschappelijk beschreven door Friedrich Siebenrock in 1906. Oorspronkelijk werd de wetenschappelijke naam Trionyx steindachneri gebruikt.

## Uiterlijke kenmerken
De maximale schildlengte is ongeveer 42 centimeter, het schild is meer ovaal dan rond van vorm. Jonge exemplaren hebben rijen kleine stekelachtige bultjes, die bij oudere dieren langzaam verdwijnen. De schildkleur is meestal groen, maar kan ook naar bruin neigen, vooral bij oudere dieren. De naam is te danken aan de wratachtige bulten aan de basis van de nek, die deze soort van alle andere weekschildpadden onderscheidt. Achter het oog zit een gele oogstreep die versmalt naar de nek, ook zijn de wangen lichter tot oranje gekleurd, maar al deze kenmerken verdwijnen naarmate de schildpad ouder wordt. Mannetjes blijven kleiner dan vrouwtjes, en hebben een dikkere en langere staart.

## Algemeen
Palea steindachneri komt oorspronkelijk voor in zuidoostelijk China en Vietnam, maar is geïntroduceerd in de Verenigde Staten op Hawaï en waarschijnlijk op Mauritius, wat dicht bij het Afrikaanse eiland Madagaskar ligt. De habitat bestaat uit moerassen en rivieren, in stilstaande of langzaam stromende wateren. Er is niet veel bekend over de voortplanting, en alles wat wel bekend is komt voornamelijk van populaties in Hawaï, niet eens het natuurlijke leefgebied van de soort. Zowel jonge als oudere dieren leven voornamelijk carnivoor, veel andere soorten schildpadden gaan juist steeds meer vlees eten als ze ouder worden, maar bij veel weekschildpadden is dat niet het geval. Een exemplaar in een Duitse dierentuin wist een leeftijd van 41 jaar te bereiken.